# Io... e il ciclone

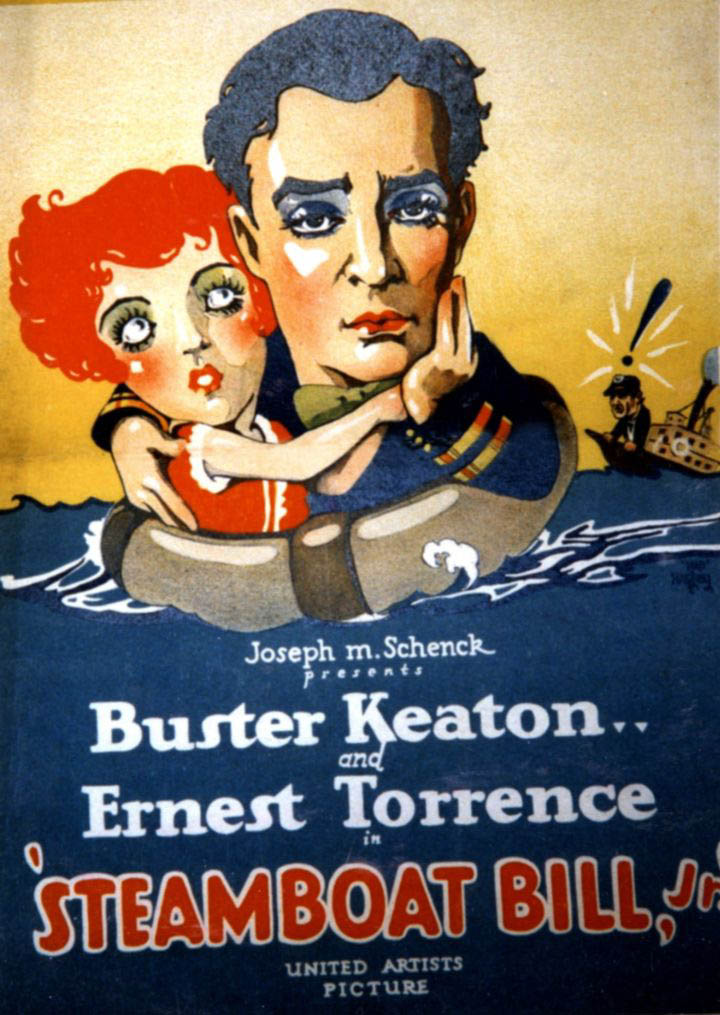
locandina

Io... e il ciclone (Steamboat Bill Jr.) è un film del 1928 diretto da Charles Reisner con Buster Keaton.
Altri titoli italiani, meno frequenti, sono Bill del vaporetto, Bill jr. del vaporetto e Il figlio di Bill del vaporetto.
Nel 2016 venne scelto per la conservazione nel National Film Registry della Biblioteca del Congresso negli Stati Uniti.

## Trama
Due battelli fluviali si fanno da tempo una feroce concorrenza: lo Stonewall Jackson di Steamboat Bill, imbarcazione vecchia e scassata e la barca moderna e accessoriata di John King. Steamboat Bill viene avvertito da un telegramma che in città sta per arrivare suo figlio William jr, che non vede da anni perché studente al college: immagina sia grande e possente come lui, invece è magro e minuto. Il giovane è anche innamorato della figlia del rivale, Kitty.
King e Steamboat Bill sr. vengono alle mani, quando il primo inguaia il secondo per via della barca non sicura: il padre finisce in prigione e William jr. cerca di farlo evadere, inutilmente. Investito da un'auto, finisce in ospedale. Mentre è a letto, la città viene investita da un tremendo ciclone: la gente cerca di salvarsi come può, mentre le case crollano sotto la devastazione e il battello di King si inabissa. William stesso viene portato, con l'inondazione, sul battello del padre. Si improvvisa così alla guida dell'imbarcazione e salva il genitore che stava per annegare in carcere.
Salva anche il rivale King e la figlia, oltre a un prete, per farsi sposare con Kitty.

## Produzione e distribuzione
Girato per buona parte sul fiume Sacramento (compresa la celebre sequenza del ciclone), è il terzultimo film muto interpretato da Keaton.
Benché alcune fonti riportino Keaton come regista non-accreditato del film, nessuna fonte ufficiale conferma la cosa, che non risulta né nei titoli di testa del film, né nell'autobiografia dello stesso regista-attore.

## Accoglienza

### Critica
- (...) "L'apparenza è realistica, ma la struttura dominante è quella del sogno, anzi dell'incubo"[5].
- (...) "Quel ciclone, in fondo, non è che la parafrasi del mondo fatto di richieste, di imposizioni, di sopraffazioni, che lo circonda: è la versione naturale del padre e come tale va accettata"[6].
- (...) "La natura stessa del personaggio di Buster è quella di un oggetto, un fuscello di paglia preso nel turbine della tempesta, o un granello di polvere finito negli ingranaggi della società" (Benayoun)[6].